# SINIX
SINIX（之後改稱Reliant UNIX）是西門子利多富資訊系統公司所提出的UNIX作業系統，該作業系統以SINIX為名的最末一個版本為1995年發表的5.43版。
為了讓X/Open公司能合乎擁有UNIX這個註冊商標的需要SINIX必須進行改名，因此SINIX從5.44版開始（也包含5.44版）由富士通-西門子電腦公司改以Reliant UNIX之名接續，而最末的一版為5.45版。
過去最原初的SINIX作業系統，其實是從一套Xenix作業系統修改而來，之後的版本則是改以System V為基礎所發展成，並針對不同型款的電腦而有不同的對應版本。
例如用在SNI公司的RM-200型、RM-300型、RM-400型、RM-600型的系列伺服器（也稱：伺服器）上時，所對應的分別是SINIX-N、SINIX-O、SINIX-P、SINIX-Y。此外採行Intel 80386處理器的PC-MXi電腦則是用SINIX-L作業系統。
另外，有些版本的SINIX能讓用戶實效模擬（Emulate）出多種不同架構特性、不同版本取向的UNIX，此也被稱為“universes，複數”，SINIX可模擬出System V.3、UNIX System III（有時簡稱：System 3）或BSD等類UNIX作業系統的特性表現，且每種特性的作業系統（也稱“universe，單數”）都能有其自屬的命令集（command set）、函式庫（libraries，也稱：庫）以及含括檔（header files）等。

## 附註
1. ^  – Xenix作業系統也有多種不同的硬體對應版本，SINIX所用的那一套Xenix是專供在採行Intel 80186處理器的電腦上所執行的版本。
2. ^  – 該系列伺服器使用MIPS架構的處理器。

## 外部連結
- Reliant UNIX/SINIX說明手冊 - （英文）
- 西門子商務服務（Siemens Business Services） - SINIX作業系統的補強程式（也稱：補丁）及相關支援（德文）